# كريستي سوانسون
كريستي سوانسون (بالإنجليزية: Kristy Swanson) هي ممثلة أمريكية، ولدت في 19 ديسمبر 1969 بميسيون فيجو في الولايات المتحدة. بدأت مشوارها المهني سنة 1984.

## أعمال

### أفلام
- (1986) إجازة فيريس بيولر[5]
- (1992) بافي قاتلة مصاصي الدماء
- (1996) الشبح
- (1999) الأب الكبير[6]

## وصلات خارجية
- كريستي سوانسون على موقع IMDb (الإنجليزية)
- كريستي سوانسون على موقع روتن توميتوز (الإنجليزية)
- كريستي سوانسون على موقع ألو سيني (الفرنسية)
- كريستي سوانسون على موقع أول موفي (الإنجليزية)
- كريستي سوانسون على موقع قاعدة بيانات الأفلام السويدية (السويدية)
- كريستي سوانسون على موقع إن إن دي بي (الإنجليزية)
- كريستي سوانسون على موقع قاعدة بيانات الفيلم (الإنجليزية)
- كريستي سوانسون على موقع كينوبويسك (الروسية)